# Ekstraklasa w futsalu (2016/2017)
Ekstraklasa 2016/2017 – 23. edycja najwyższych w hierarchii rozgrywek ligowych polskiego klubowego futsalu.
Pierwsza bramka rozgrywek padła w 6 minucie meczu Gatta Zduńska Wola – Euromaster Chrobry Głogów, było to samobójcze trafienie Kacpra Konpackiego z Głogowa (mecz zakończył się zwycięstwem gospodarzy 11:0).
Przed sezonem doszło do fuzji Nbitu Gliwice i GAFu Gliwice, w rezultacie tego powstała futsalowa sekcja Piasta Gliwice.
Mistrzem Polski została po raz drugi w historii drużyna Rekordu Bielsko-Biała.
Królem strzelców sezonu został po raz pierwszy w historii reprezentant Polski Marcin Mikołajewicz, z FC Toruń z wynikiem trzydziestu jeden bramek.
Był to pierwszy sezon po zmianie formatu rozgrywek w 2016 – podzielono je na rundę zasadniczą (22 kolejki, mecze każdy z każdym po 2 razy) i rundę finałową w dwóch grupach (5 kolejek).

## Drużyny, trenerzy, kapitanowie
| Drużyna                        | Trener           | Kapitan             | Poprzedni sezon | Najlepszy wynik                                                     |
| ------------------------------ | ---------------- | ------------------- | --------------- | ------------------------------------------------------------------- |
| Gatta Zduńska Wola             | Wojciech Sopur   | Igor Sobalczyk      | Mistrzostwo     | Mistrzostwo (2015/2016)                                             |
| Pogoń 04 Szczecin              | Łukasz Żebrowski | Michał Kubik        | 2. miejsce      | 2. miejsce (2013/2014, 2015/2016)                                   |
| Rekord Bielsko-Biała           | Andrzej Szłapa   | Jan Janovský        | 3. miejsce      | Mistrzostwo (2013/2014)                                             |
| Red Devils Chojnice            | Andrzej Bianga   | Mariusz Kaźmierczak | 4. miejsce      | 2. miejsce (2012/2013)                                              |
| FC Toruń                       | Klaudiusz Hirsch | Marcin Mikołajewicz | 5. miejsce      | 5. miejsce (2015/2016)                                              |
| Red Dragons Pniewy             | Łukasz Frajtag   | Maciej Foltyn       | 7. miejsce      | 4. miejsce (2014/2015)                                              |
| KGHM Euromaster Chrobry Głogów | Tomasz Trznadel  | Michał Długosz      | 8. miejsce      | 5. miejsce (2014/2015)                                              |
| Clearex Chorzów                | Mirosław Miozga  | Szymon Łuszczek     | 10. miejsce     | Mistrzostwo (1999/2000, 2000/2001, 2001/2002, 2005/2006, 2006/2007) |
| AZS UŚ Katowice                | Paweł Machura    | Damian Wojtas       | 11. miejsce     | 8. miejsce (2014/2015)                                              |
| Piast Gliwice                  | Jacek Podgórski  | Zbigniew Mirga      | debiut          | debiut                                                              |
| AZS Uniwersytet Gdański        | Wojciech Pawicki | Tomasz Poźniak      | awans           | 7. miejsce (2013/2014)                                              |
| MKF Solne Miasto Wieliczka     | Piotr Kapusta    |                     | awans           | debiut                                                              |

## Rozgrywki

### Tabela (runda zasadnicza)
| Lp. | Drużyna                    | M  | Z  | R | P  | B+  | B-  | +/− | Pkt |
| --- | -------------------------- | -- | -- | - | -- | --- | --- | --- | --- |
| 1.  | Rekord Bielsko-Biała       | 22 | 17 | 3 | 2  | 120 | 35  | +85 | 54  |
| 2.  | Gatta Zduńska Wola         | 22 | 15 | 3 | 4  | 79  | 54  | +25 | 48  |
| 3.  | Piast Gliwice              | 22 | 11 | 7 | 4  | 75  | 53  | +22 | 40  |
| 4.  | FC Toruń                   | 22 | 12 | 3 | 7  | 75  | 47  | +28 | 39  |
| 5.  | Pogoń 04 Szczecin          | 22 | 10 | 4 | 8  | 78  | 64  | +14 | 34  |
| 6.  | Clearex Chorzów            | 22 | 10 | 2 | 10 | 59  | 66  | −7  | 32  |
| 7.  | AZS UŚ Katowice            | 22 | 7  | 9 | 6  | 53  | 63  | −10 | 30  |
| 8.  | Red Dragons Pniewy         | 22 | 8  | 5 | 9  | 47  | 58  | −11 | 29  |
| 9.  | Euromaster Chrobry Głogów  | 22 | 7  | 1 | 14 | 55  | 88  | −33 | 22  |
| 10. | AZS UG Gdańsk              | 22 | 6  | 4 | 12 | 66  | 86  | −20 | 22  |
| 11. | MKF Solne Miasto Wieliczka | 22 | 5  | 2 | 15 | 48  | 83  | −35 | 17  |
| 12. | Red Devils Chojnice        | 22 | 1  | 3 | 18 | 44  | 102 | −58 | 6   |

Źródło:

### Tabela (runda finałowa)
| Lp.     | Drużyna                        | M  | Z  | R  | P  | Bramki | Bramki | Różn. | Pkt. | Uwagi           |
| ------- | ------------------------------ | -- | -- | -- | -- | ------ | ------ | ----- | ---- | --------------- |
| Grupa A |                                |    |    |    |    |        |        |       |      |                 |
| złoto   | Rekord Bielsko-Biała           | 27 | 19 | 5  | 2  | 145    | 50     | +95   | 38   | LM - elim.      |
| srebro  | Gatta Zduńska Wola             | 27 | 18 | 4  | 5  | 106    | 73     | +33   | 34   |                 |
| brąz    | FC Toruń                       | 27 | 13 | 6  | 8  | 90     | 63     | +27   | 26   |                 |
| 4       | Clearex Chorzów                | 27 | 12 | 3  | 12 | 78     | 87     | −9    | 23   |                 |
| 5       | Pogoń 04 Szczecin              | 27 | 11 | 6  | 10 | 93     | 83     | +10   | 22   |                 |
| 6       | Piast Gliwice                  | 27 | 11 | 8  | 8  | 81     | 69     | +12   | 21   |                 |
| Grupa B |                                |    |    |    |    |        |        |       |      |                 |
| 7       | Red Dragons Pniewy             | 27 | 11 | 6  | 10 | 61     | 67     | −6    | 25   |                 |
| 8       | KGHM Euromaster Chrobry Głogów | 27 | 11 | 1  | 14 | 68     | 100    | −32   | 23   | Wyc. po sezonie |
| 9       | AZS UŚ Katowice                | 27 | 9  | 10 | 8  | 70     | 76     | −6    | 22   |                 |
| 10      | AZS UG Gdańsk                  | 27 | 8  | 6  | 13 | 83     | 106    | −23   | 19   | Baraż           |
| 11      | MKF Solne Miasto Wieliczka     | 27 | 6  | 3  | 18 | 63     | 99     | −36   | 13   | (*)             |
| 12      | Red Devils Chojnice            | 27 | 1  | 4  | 22 | 53     | 121    | −68   | 4    | Spadek          |

- Po sezonie z rozgrywek wycofał się Chrobry Głogów, dzięki czemu w ekstraklasie utrzymała się Wieliczka[2].

Źródło:

## Sędziowie
| Sędzia                 | Okręg             |
| ---------------------- | ----------------- |
| Sylwester Baryczkowski | Wielkopolski ZPN  |
| Dominik Cipiński       | Łódzki ZPN        |
| Seweryn Dębowski       | Łódzki ZPN        |
| Tomasz Frąk            | Świętokrzyski ZPN |
| Damian Grabowski       | Dolnośląski ZPN   |
| Grzegorz Hamowski      | Małopolski ZPN    |
| Damian Jaruchiewicz    | Śląski ZPN        |
| Mariusz Krupa          | Małopolski ZPN    |
| Dariusz Smolarek       | Wielkopolski ZPN  |
| Sławomir Steczko       | Małopolski ZPN    |
| Maciej Szyduk          | Lubelski ZPN      |
| Andrzej Śliwa          | Świętokrzyski ZPN |
| Grzegorz Wiercioch     | Śląski ZPN        |
| Andrzej Witkowski      | Pomorski ZPN      |

Źródło:

## Składy drużyn

### Gatta Zduńska Wola
| Nr               | Kraj      | Imię i nazwisko       |           |           |           |           |
| Bramkarze        | Bramkarze | Bramkarze             | Bramkarze | Bramkarze | Bramkarze | Bramkarze |
| ---------------- | --------- | --------------------- | --------- | --------- | --------- | --------- |
| 1                | Polska    | Dariusz Słowiński     |           |           |           |           |
| 77               | Polska    | Adam Miłosiński       |           |           |           |           |
| 78               | Polska    | Marcin Szewczyk       |           |           |           |           |
| Zawodnicy z pola |           |                       |           |           |           |           |
| 4                | Polska    | Krzysztof Adamski     |           |           |           |           |
| 14               | Polska    | Michał Marciniak      |           |           |           |           |
| 18               | Polska    | Mariusz Milewski      |           |           |           |           |
| 11               | Polska    | Igor Sobalczyk        |           |           |           |           |
| 6                | Polska    | Marcin Stanisławski   |           |           |           |           |
| 49               | Polska    | Michał Szymczak       |           |           |           |           |
| 10               | Polska    | Daniel Krawczyk       |           |           |           |           |
| 7                | Polska    | Mateusz Olczak        |           |           |           |           |
| 13               | Polska    | Michał Klaus          |           |           |           |           |
| 15               | Polska    | Marcin Kiełpiński     |           |           |           |           |
| 99               | Polska    | Arkadiusz Szypczyński |           |           |           |           |

### Pogoń 04 Szczecin
| Nr               | Kraj      | Imię i nazwisko     |           |           |           |           |
| Bramkarze        | Bramkarze | Bramkarze           | Bramkarze | Bramkarze | Bramkarze | Bramkarze |
| ---------------- | --------- | ------------------- | --------- | --------- | --------- | --------- |
| 90               | Polska    | Łukasz Koszmider    |           |           |           |           |
|                  | Polska    | Kamil Lasik         |           |           |           |           |
| Zawodnicy z pola |           |                     |           |           |           |           |
| 3                | Polska    | Marek Bugański      |           |           |           |           |
| 4                | Polska    | Oktawian Solecki    |           |           |           |           |
| 17               | Polska    | Mateusz Gepert      |           |           |           |           |
| 20               | Polska    | Artur Jurczak       |           |           |           |           |
| 9                | Polska    | Mateusz Jakubiak    |           |           |           |           |
| 46               | Polska    | Daniel Maćkiewicz   |           |           |           |           |
| 88               | Ukraina   | Ołeksandr Szamotij  |           |           |           |           |
| 12               | Polska    | Dominik Solecki     |           |           |           |           |
| 6                | Polska    | Łukasz Cymański     |           |           |           |           |
| 11               | Polska    | Adam Jonczyk        |           |           |           |           |
| 23               | Polska    | Michał Kubik        |           |           |           |           |
| 13               | Polska    | Łukasz Żebrowski    |           |           |           |           |
| 10               | Polska    | Daniel Czepielewski |           |           |           |           |
| 22               | Polska    | Łukasz Doernig      |           |           |           |           |
| 24               | Polska    | Arkadiusz Bociej    |           |           |           |           |
| 27               | Polska    | Bartosz Kawczak     |           |           |           |           |

### Rekord Bielsko-Biała
| Nr               | Kraj      | Imię i nazwisko   |           |           |           |           |
| Bramkarze        | Bramkarze | Bramkarze         | Bramkarze | Bramkarze | Bramkarze | Bramkarze |
| ---------------- | --------- | ----------------- | --------- | --------- | --------- | --------- |
| 1                | Polska    | Michał Kałuża     |           |           |           |           |
| 12               | Polska    | Bartłomiej Nawrat |           |           |           |           |
| Zawodnicy z pola |           |                   |           |           |           |           |
| 10               | Polska    | Rafał Franz       |           |           |           |           |
| 27               | Czechy    | Jan Janovský      |           |           |           |           |
| 8                | Polska    | Tomasz Gąsior     |           |           |           |           |
| 19               | Polska    | Igor Borowicz     |           |           |           |           |
| 15               | Polska    | Michał Marek      |           |           |           |           |
| 20               | Ukraina   | Ołeksandr Bondar  |           |           |           |           |
| 5                | Polska    | Kamil Surmiak     |           |           |           |           |
| 9                | Polska    | Artur Popławski   |           |           |           |           |
| 13               | Czechy    | Radek Polášek     |           |           |           |           |
| 15               | Polska    | Szymon Cichy      |           |           |           |           |
| 89               | Polska    | Paweł Budniak     |           |           |           |           |
| 24               | Ukraina   | Roman Wachuła     |           |           |           |           |
| 11               | Polska    | Wojciech Łysoń    |           |           |           |           |
| 7                | Polska    | Łukasz Biel       |           |           |           |           |

### Red Devils Chojnice
| Nr               | Kraj      | Imię i nazwisko         |           |           |           |           |
| Bramkarze        | Bramkarze | Bramkarze               | Bramkarze | Bramkarze | Bramkarze | Bramkarze |
| ---------------- | --------- | ----------------------- | --------- | --------- | --------- | --------- |
| 1                | Polska    | Artur Czarnowski        |           |           |           |           |
| 12               | Polska    | Michał Werner           |           |           |           |           |
| 20               | Polska    | Michał Kartuszyński     |           |           |           |           |
| 88               | Polska    | Sebastian Kartuszyński  |           |           |           |           |
| Zawodnicy z pola |           |                         |           |           |           |           |
| 3                | Polska    | Łukasz Sobański         |           |           |           |           |
| 4                | Polska    | Karol Jączkowski        |           |           |           |           |
| 5                | Polska    | Dariusz Rychłowski      |           |           |           |           |
| 6                | Polska    | Przemysław Laskowski    |           |           |           |           |
| 10               | Polska    | Piotr Wardowski         |           |           |           |           |
| 11               | Polska    | Mateusz Frymark         |           |           |           |           |
| 13               | Polska    | Jakub Mączkowski        |           |           |           |           |
| 15               | Ukraina   | Witalij Kołesnyk        |           |           |           |           |
| 17               | Polska    | Mariusz Sawicki         |           |           |           |           |
| 18               | Polska    | Kamil Cybulski          |           |           |           |           |
| 21               | Polska    | Marek Steinborn         |           |           |           |           |
| 23               | Polska    | Dominik Laskowski       |           |           |           |           |
| 25               | Polska    | Sebastian Wojciechowski |           |           |           |           |
| 26               | Polska    | Patryk Drewek           |           |           |           |           |
| 77               | Polska    | Mariusz Kaźmierczak     |           |           |           |           |

### FC Toruń
| Nr               | Kraj      | Imię i nazwisko                  |           |           |           |           |
| Bramkarze        | Bramkarze | Bramkarze                        | Bramkarze | Bramkarze | Bramkarze | Bramkarze |
| ---------------- | --------- | -------------------------------- | --------- | --------- | --------- | --------- |
| 31               | Polska    | Kamil Naparło                    |           |           |           |           |
| 27               | Mołdawia  | Nicolae Neagu                    |           |           |           |           |
| 98               | Polska    | Dawid Wędołowski                 |           |           |           |           |
| Zawodnicy z pola |           |                                  |           |           |           |           |
| 4                | Polska    | Michał Wojciechowski             |           |           |           |           |
| 5                | Polska    | Cleverson Liliton Pelc Fernandes |           |           |           |           |
| 7                | Polska    | Marcin Mikołajewicz              |           |           |           |           |
| 8                | Hiszpania | Ivan Lopez Del Pino              |           |           |           |           |
| 9                | Polska    | Sylwester Kieper                 |           |           |           |           |
| 10               | Ukraina   | Mykoła Morozow                   |           |           |           |           |
| 11               | Polska    | Karol Czyszek                    |           |           |           |           |
| 13               | Polska    | Mateusz Waszak                   |           |           |           |           |
| 14               | Polska    | Remigiusz Spychalski             |           |           |           |           |
| 17               | Polska    | Krzysztof Elsner                 |           |           |           |           |
| 18               | Polska    | Maciej Warczyński                |           |           |           |           |
| 23               | Polska    | Michał Suchocki                  |           |           |           |           |

### Red Dragons Pniewy
| Nr               | Kraj      | Imię i nazwisko      |           |           |           |           |
| Bramkarze        | Bramkarze | Bramkarze            | Bramkarze | Bramkarze | Bramkarze | Bramkarze |
| ---------------- | --------- | -------------------- | --------- | --------- | --------- | --------- |
| 22               | Polska    | Jakub Budych         |           |           |           |           |
| 28               | Polska    | Maciej Foltyn        |           |           |           |           |
| 64               | Polska    | Rafał Roj            |           |           |           |           |
| Zawodnicy z pola |           |                      |           |           |           |           |
| 8                | Polska    | Michał Śpiączka      |           |           |           |           |
| 77               | Polska    | Przemysław Michalski |           |           |           |           |
| 16               | Polska    | Oskar Stankowiak     |           |           |           |           |
| 23               | Polska    | Piotr Błaszyk        |           |           |           |           |
| 10               | Polska    | Łukasz Frajtag       |           |           |           |           |
| 13               | Polska    | Patryk Hoły          |           |           |           |           |
| 21               | Polska    | Kamil Kijak          |           |           |           |           |
| 6                | Polska    | Michał Ozorkiewicz   |           |           |           |           |
| 2                | Polska    | Szymon Piasek        |           |           |           |           |
| 3                | Polska    | Michał Roj           |           |           |           |           |
| 11               | Polska    | Adrian Skrzypek      |           |           |           |           |
| 7                | Polska    | Adam Wachoński       |           |           |           |           |
| 9                | Polska    | Patryk Zdankiewicz   |           |           |           |           |

### KGHM Euromaster Chrobry Głogów
| Nr               | Kraj      | Imię i nazwisko    |           |           |           |           |
| Bramkarze        | Bramkarze | Bramkarze          | Bramkarze | Bramkarze | Bramkarze | Bramkarze |
| ---------------- | --------- | ------------------ | --------- | --------- | --------- | --------- |
| 1                | Polska    | Michał Długosz     |           |           |           |           |
| 12               | Polska    | Filip Tomkowiak    |           |           |           |           |
| 19               | Polska    | Damian Tyźlik      |           |           |           |           |
| Zawodnicy z pola |           |                    |           |           |           |           |
| 28               | Polska    | Mateusz Herbuś     |           |           |           |           |
| 21               | Polska    | Kamil Kaczmar      |           |           |           |           |
| 77               | Polska    | Kacper Konopacki   |           |           |           |           |
| 2                | Polska    | Kamil Nowakowski   |           |           |           |           |
| 4                | Polska    | Adrian Niedźwiecki |           |           |           |           |
| 13               | Polska    | Mateusz Niedźwiedź |           |           |           |           |
| 14               | Polska    | Grzegorz Nowak     |           |           |           |           |
| 9                | Polska    | Andrzej Koryciński |           |           |           |           |
| 10               | Polska    | Michał Bartnicki   |           |           |           |           |
| 8                | Polska    | Piotr Pietruszko   |           |           |           |           |
| 42               | Polska    | Tomasz Trznadel    |           |           |           |           |
| 17               | Polska    | Sebastian Szala    |           |           |           |           |
| 6                | Polska    | Kacper Ciechelski  |           |           |           |           |
| 22               | Polska    | Jarosław Radliński |           |           |           |           |
| 70               | Polska    | Kamil Łętkowski    |           |           |           |           |

### Clearex Chorzów
| Nr               | Kraj      | Imię i nazwisko      |           |           |           |           |
| Bramkarze        | Bramkarze | Bramkarze            | Bramkarze | Bramkarze | Bramkarze | Bramkarze |
| ---------------- | --------- | -------------------- | --------- | --------- | --------- | --------- |
| 1                | Polska    | Damian Purolczak     |           |           |           |           |
| 20               | Polska    | Bartłomiej Krzywicki |           |           |           |           |
| 21               | Polska    | Paweł Pstrusiński    |           |           |           |           |
| 25               | Polska    | Patryk Puzio         |           |           |           |           |
| Zawodnicy z pola |           |                      |           |           |           |           |
| 5                | Polska    | Tomasz Lutecki       |           |           |           |           |
| 9                | Polska    | Piotr Łopuch         |           |           |           |           |
| 4                | Polska    | Tomasz Golly         |           |           |           |           |
| 11               | Polska    | Szymon Łuszczek      |           |           |           |           |
| 2                | Polska    | Robert Gładczak      |           |           |           |           |
| 16               | Polska    | Mikołaj Zastawnik    |           |           |           |           |
| 17               | Polska    | Robert Świtoń        |           |           |           |           |
| 8                | Polska    | Mateusz Omylak       |           |           |           |           |
| 7                | Polska    | Mariusz Seget        |           |           |           |           |
| 22               | Polska    | Damian Ficek         |           |           |           |           |
| 24               | Ukraina   | Wadym Iwanow         |           |           |           |           |
| 10               | Polska    | Daniel Wojtyna       |           |           |           |           |

### AZS UŚ Katowice
| Nr               | Kraj      | Imię i nazwisko    |           |           |           |           |
| Bramkarze        | Bramkarze | Bramkarze          | Bramkarze | Bramkarze | Bramkarze | Bramkarze |
| ---------------- | --------- | ------------------ | --------- | --------- | --------- | --------- |
| 13               | Polska    | Mateusz Bednarczyk |           |           |           |           |
| 23               | Polska    | Rafał Krzyśka      |           |           |           |           |
| 95               | Polska    | Łukasz Bogdziewicz |           |           |           |           |
| Zawodnicy z pola |           |                    |           |           |           |           |
| 7                | Polska    | Damian Wojtas      |           |           |           |           |
| 11               | Polska    | Marcin Minkus      |           |           |           |           |
| 1                | Polska    | Jędrzej Jasiński   |           |           |           |           |
| 4                | Polska    | Tomasz Dura        |           |           |           |           |
| 8                | Polska    | Daniel Langner     |           |           |           |           |
| 10               | Polska    | Kamil Musiał       |           |           |           |           |
| 9                | Polska    | Krzysztof Salisz   |           |           |           |           |
| 11               | Polska    | Marcin Minkus      |           |           |           |           |
| 14               | Polska    | Marcin Krzywka     |           |           |           |           |
| 18               | Polska    | Michał Cygnarowski |           |           |           |           |
| 16               | Polska    | Łukasz Tosik       |           |           |           |           |
| 19               | Polska    | Jakub Haase        |           |           |           |           |
| 21               | Polska    | Sławomir Pękala    |           |           |           |           |
| 28               | Polska    | Jacek Hewlik       |           |           |           |           |
| 96               | Polska    | Kacper Dudzik      |           |           |           |           |
| 12               | Polska    | Kamil Kmiecik      |           |           |           |           |

### Piast Gliwice
| Nr               | Kraj      | Imię i nazwisko     |           |           |           |           |
| Bramkarze        | Bramkarze | Bramkarze           | Bramkarze | Bramkarze | Bramkarze | Bramkarze |
| ---------------- | --------- | ------------------- | --------- | --------- | --------- | --------- |
| 23               | Polska    | Michał Widuch       |           |           |           |           |
| 12               | Polska    | Łukasz Groszak      |           |           |           |           |
| 89               | Polska    | Daniel Hajduk       |           |           |           |           |
| Zawodnicy z pola |           |                     |           |           |           |           |
| 20               | Polska    | Michał Grecz        |           |           |           |           |
| 13               | Polska    | Przemysław Dewucki  |           |           |           |           |
| 17               | Polska    | Paweł Barański      |           |           |           |           |
| 93               | Polska    | Krzysztof Piskorz   |           |           |           |           |
| 92               | Ukraina   | Taras Tarasowycz    |           |           |           |           |
| 3                | Polska    | Zbigniew Mirga      |           |           |           |           |
| 8                | Polska    | Maciej Mizgajski    |           |           |           |           |
| 14               | Polska    | Amadeusz Pasierb    |           |           |           |           |
| 7                | Polska    | Tomasz Szczurek     |           |           |           |           |
| 9                | Polska    | Robert Satora       |           |           |           |           |
| 10               | Polska    | Marcin Grzywa       |           |           |           |           |
| 88               | Ukraina   | Maksym Pautiak      |           |           |           |           |
| 21               | Polska    | Bartosz Siadul      |           |           |           |           |
| 98               | Polska    | Sebastian Szadurski |           |           |           |           |
| 8                | Polska    | Tomasz Czech        |           |           |           |           |

### AZS UG Gdańsk
| Nr               | Kraj      | Imię i nazwisko    |           |           |           |           |
| Bramkarze        | Bramkarze | Bramkarze          | Bramkarze | Bramkarze | Bramkarze | Bramkarze |
| ---------------- | --------- | ------------------ | --------- | --------- | --------- | --------- |
| 21               | Polska    | Jacek Burglin      |           |           |           |           |
| 32               | Polska    | Kajetan Pytka      |           |           |           |           |
| 22               | Polska    | Mateusz Rafalski   |           |           |           |           |
| Zawodnicy z pola |           |                    |           |           |           |           |
| 6                | Polska    | Mateusz Cyman      |           |           |           |           |
| 86               | Polska    | Dominik Depta      |           |           |           |           |
| 9                | Polska    | Paweł Friszkemut   |           |           |           |           |
| 13               | Polska    | Michał Horbacz     |           |           |           |           |
| 5                | Polska    | Mateusz Osiński    |           |           |           |           |
| 7                | Polska    | Tomasz Musik       |           |           |           |           |
| 10               | Polska    | Michał Olszewski   |           |           |           |           |
| 11               | Polska    | Wojciech Pawicki   |           |           |           |           |
| 12               | Polska    | Tomasz Poźniak     |           |           |           |           |
| 14               | Polska    | Patryk Laskowski   |           |           |           |           |
| 31               | Polska    | Kacper Sasiak      |           |           |           |           |
| 23               | Polska    | Tomasz Kriezel     |           |           |           |           |
| 52               | Polska    | Patryk Kubiszewski |           |           |           |           |
| 88               | Polska    | Maciej Osłowski    |           |           |           |           |
| 91               | Polska    | Maciej Urtnowski   |           |           |           |           |
| 94               | Polska    | Mikołaj Kreft      |           |           |           |           |

### Solne Miasto Wieliczka
| Nr               | Kraj      | Imię i nazwisko      |           |           |           |           |
| Bramkarze        | Bramkarze | Bramkarze            | Bramkarze | Bramkarze | Bramkarze | Bramkarze |
| ---------------- | --------- | -------------------- | --------- | --------- | --------- | --------- |
| 1                | Polska    | Paweł Kurowski       |           |           |           |           |
|                  | Polska    | Krystian Brzenk      |           |           |           |           |
| Zawodnicy z pola |           |                      |           |           |           |           |
| 3                | Polska    | Daniel Bukowiec      |           |           |           |           |
| 4                | Polska    | Paweł Doroszko       |           |           |           |           |
| 5                | Polska    | Michał Gąsior        |           |           |           |           |
| 6                | Polska    | Piotr Myszor         |           |           |           |           |
| 8                | Polska    | Arkadiusz Lekki      |           |           |           |           |
| 9                | Polska    | Daniel Suchan        |           |           |           |           |
| 10               | Polska    | Konrad Cebula        |           |           |           |           |
| 11               | Polska    | Krystian Grochalski  |           |           |           |           |
| 12               | Polska    | Krystian Jaszczyński |           |           |           |           |
| 13               | Polska    | Grzegorz Ławrowski   |           |           |           |           |
| 14               | Polska    | Kamil Jeleń          |           |           |           |           |
| 15               | Polska    | Wojciech Przybył     |           |           |           |           |
| 16               | Polska    | Michał Skórski       |           |           |           |           |
| 23               | Polska    | Michał Siwiecki      |           |           |           |           |